# اسدالله بیژن
اسداللّه بیژن پژوهشگر فلسفه و از پایه‌گذاران علوم تربیتی جدید در ایران بود.

## تحصیلات
تحصیلات مقدّماتی خویش را در مدرسه علیه اصفهان  و تحصیلات متوسطهٔ خود را در کالج تهران به پایان رساند. سپس در دانشگاه کلمبیا ادامه تحصیل داد و دکترای فلسفه گرفت. 

## شغل
وی پس از تحصیلات، عهده‌دار مشاغل مختلفی چون معلمی شعبهٔ زبان و تمدن ملل قدیم و شرق در دانشگاه کلمبیا، نمایندگی ایران در مجمع معارف بین‌المللی کانادا، آتازونی، نمایندهٔ رسمی ایران در مجمع بین‌المللی طرق در واشینگتن و کنسول افتخاری ایران در واشینگتن شد. از سال ۱۳۱۰، به عنوان دانشیار علوم تربیتی دانشسرای عالی تهران به کار مشغول شد.

## آثار
- تاریخ جندی‌شاپور
- سیر تمدن و تربیت در ایران باستان
- طب و حفظ‌الصحهٔ جدید